# Inter TAP
Inter-TAP: boletim mensal publicou-se nos anos 60 e início dos 70, “destinando-se exclusivamente aos funcionários dos Transportes Aéreos Portugueses (TAP)" que, de resto, é proprietária, autora e editora do boletim.